# Achille Breda
Achille Breda (Limena, 8 dicembre 1850 – Padova, 18 gennaio 1934) è stato un dermatologo italiano.
Dermatologo, docente universitario a Padova dal 1874, nel 1882 divenne direttore dell'Istituto dermosifilopatico della stessa città.
Fu tra i massimi esperti di sifilide in Italia e scoprì la framboesia.

## Onorificenze

### Onorificenze italiane
- Istituto veneto di scienze, lettere ed arti, di cui fu presidente dal 1926 al 1928